# 9월 총파업

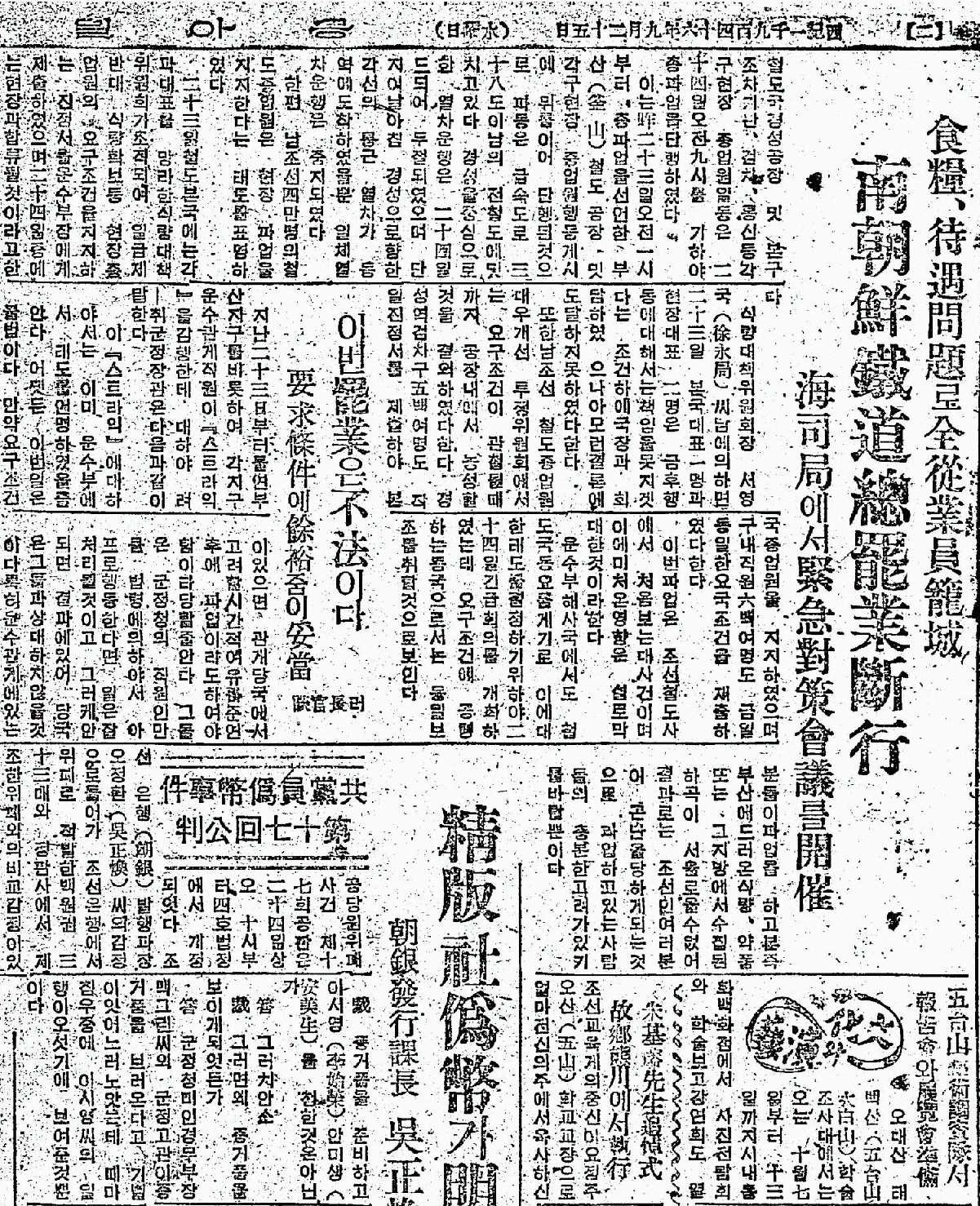
총파업을 보도하는 동아일보 지면

9월 총파업이란 미군정기에 1946년 조선공산당에서 주도하여 전국적으로 노동자들이 파업투쟁을 일으켰던 사건을 말한다. 1946년 9월 23일 부산지역 철도 노동자의 파업투쟁을 시작으로 9월 24일부터 조선노동조합전국평의회의 주도로 각 산업별 노동조합이 연대투쟁에 들어갔는데, 여기서 퍼져나아가 10월 1일 우발적으로 발생한 대구 10.1 사건으로 번져 나아갔다.

## 배경
1946년 5월, 정판사 위조지폐 사건으로 인해 미군정의 좌익계열 탄압과 공격은 갈수록 심해져 갔다. 조선공산당 당수 박헌영은  1946년 6월 23일에 합작 5원칙을 발표했는데, 토지의 무상몰수, 무상분배 곧 토지개혁과 정부기능을 미군정에서 인민위원회로 즉각 이양할 것 등을 주장했다. 이는 박헌영이 사실상 미군정을 비롯해 좌우합작세력등 전면 거부한 내용들이었다.
미군정은 1946년 9월 6일, 조선인민보, 현대일보, 중앙신문 등 좌파에 우호적이던 3대 진보신문을 강제로 폐쇄하고 10여명의 신문사 간부들을 체포했다. 여기에 미군정 군정 경찰은 박헌영, 이주하, 이강국등 조선공산당 최고지도자들에 대한 체포령을 발령했다. 박헌영은 이무렵 경찰의 체포령을 피하기 위해 서울에서 1개월여간 동안 숨어있었고, 9월말에 영구차를 타고 비밀리에 월북하게 된다.

## 전개

### 철도파업투쟁
조선공산당은 '신전술'이라는 전략을 주장하여 보다 더 과격한 성향을 보이면서 대중적인 투쟁을 선동하였고 총파업에 돌입했다. 파업에 주도한 세력은 조선노동자전국평의회(전평)으로 첫 파업은 9월 23일 부산지역 7천여 철도 노동자들이 시작했다. 순식간에 전국으로 번진 철도 파업에는 4만여 철도노동자가 참가했다. 금속, 화학 등 전 산업 분야에서도 15만 노동자가 파업을 벌였다. 이들은 '쌀배급','임금인상','해고반대','노동운동 자유','민주인사 석방'등의 요구를 내걸고 총파업에 들어감으로써 본격화되었다. 9월 27일에는 서울의 중학교와 전문학교 학생 1만 5천 명도 가세하여 학원의 자유, 식민지 노예교육 철폐등을 요구하며 거리로 나섰다. 이 파업에는 심지어 남조선 국방경비대(현재 대한민국 육군) 해상경비대(현 대한민국 해군) 일부도 파업에 동참했을 뿐 아니라 서울에는 주한 미군 내의 미국 공산당 당원 수십 명이 '조선에서 미군을 철퇴하라!'며 시위를 벌인 이색적인 사건등이 벌어졌다.
이 총파업은 조선공산당 당수 박헌영이 독단적으로 벌인것이 아니었다. 공산당의 지령은 총파업에 국한되어 있었다. 미국과의 항쟁을 결의했지만 아직까지 공산주의 운동의 기본 수단인 노동계급의 파업을 설정했을 뿐 폭력 투쟁은 상정되어 있지 않았다. 한편, 이 무렵 9월 27일 북조선 임시인민위원회의 북로당 중앙상무위원회 제6차 회의는 남한의 노동자 파업을 적극적으로 지지하면서 그 정당성을 강력히 옹호하는 선언문을 채택했다.

## 진압

### 미군정의 탄압
미군정 경찰은 9월 30일 총파업의 거점인 서울철도 파업단에 탱크와 기관총으로 무장한 경관 2천여명을 투입했다. 이어 대한노총(현 한국노총), 대한민청, 독촉 등 반공 우파 청년단 1천여 명도 가세했고 김두한의 대한민청 필두로 8시간에 걸쳐 시가전을 벌인 뒤 3명의 간부가 사망하고 부상자가 수백 명에 총 1,700여 명이 연행되었고 우파세력에게 점거되었다.

### 대구 10.1 사건으로의 전개
미군정과 반공 우파청년단의 진압으로 끝날 기미를 보이던 총파업은 의외의 사태를 맞게 되는데 대구지역 노동자들의 파업시위에 경찰이 발포하자 민중항쟁로 발전해버린 것이다. 이것은 9월 총파업에서 대구 10.1 사건으로 번져나가는 계기가 된다.

## 같이 보기
- 조선공산당
- 군정기
- 정판사 위조지폐 사건
- 대구 10.1 사건
- 백남억

## 참고자료
- <박헌영 평전>, 안재성 지음. -실천문학사-
- <이현상 평전>, 안재성 지음. -실천문학사-
- 《한국근현대사사전》
- 이 문서에는 다음커뮤니케이션(현 카카오)에서 GFDL 또는 CC-SA 라이선스로 배포한 글로벌 세계대백과사전의 내용을 기초로 작성된 글이 포함되어 있습니다.